# پری امیرحمزه
پریدخت امیرحمزه (زادهٔ ۱۳۱۴) بازیگر اهل ایران است. وی همسر سابق حسن خیاط‌باشی است.
او در نخستین نمایش پهلوان اکبر می‌میرد نقش دختر را بازی کرده‌است.

## فیلم‌شناسی

### سینما
- اعتراض (۱۳۷۸)
- شهر زنان (۱۳۷۷)
- سه مرد عامی (۱۳۷۲)
- مجنون (۱۳۶۹)
- بی‌پناه (۱۳۶۵)
- فصل خون (۱۳۵۹)
- دایره مینا (۱۳۵۷)
- ملکوت (۱۳۵۵)
- سرایدار (۱۳۵۴)

### تلویزیونی
| سال       | نام                              | سمت          | کارگردان                             | توضیحات |
| --------- | -------------------------------- | ------------ | ------------------------------------ | --- |
| ۱۳۹۰      | سیر و سرکه                       | بازیگر       | غلامرضا رمضانی                       | پخش در نوروز ۹۱ از شبکه ۲ |
| ۱۳۸۴      | اکسیژن                           | بازیگر       | مهدی مظلومی                          | شبکه تهران |
| ۱۳۸۳      | رسم شیدایی                       | بازیگر       | اکبر خواجویی                         | |
| ۱۳۸۰      | کارآگاه شمسی و دستیارش مادام     | بازیگر       | مرضیه برومند                         | شبکه تهران، در نقش کاراگاه شمسی |
| ۱۳۷۹      | داستان‌های نوروز                  | بازیگر       | مرضیه برومند                         | شبکه ۱ |
| ۱۳۷۹      | خانه ما                          | بازیگر مهمان | مسعود کرامتی                         | شبکه ۳ |
| ۱۳۷۷      | پزشکان                           | بازیگر       | مسعود کرامتی                         | |
| ۱۳۷۵–۱۳۷۶ | تهران ۱۱–۵۹۵ ج ۴۸                | بازیگر       | مرضیه برومند                         | بازی در اپیزود «سرانجام» |
| ۱۳۷۵      | مدرسه مادربزرگ‌ها                 | بازیگر       | غلامرضا رمضانی                       | شبکه تهران |
| ۱۳۷۴–۱۳۷۵ | دبیرستان خضراء                   | بازیگر       | اکبر خواجویی                         | شبکه ۲ |
| ۱۳۷۴      | در پناه تو                       | بازیگر       | حمید لبخنده                          | شبکه ۲ |
| ۱۳۷۳      | تله‌تئاتر «آمیز قلمدون»           | بازیگر       | هادی مرزبان                          | شبکه ۲ / پخش نگردید. نویسنده: «اکبر رادی» کارگردان تلویزیونی: «بیژن صمصامی»                                                                  |
| ۱۳۶۹      | آرایشگاه زیبا                    | بازیگر       | مرضیه برومند                         | شبکه ۲ |
| ۱۳۵۴      | تله‌تئاتر «استعمال دخانیات ممنوع» | بازیگر       | خسرو شجاع‌زاده                        | کارگردان تلویزیونی: «مسعود فروتن» نویسنده: «علی نصیریان»                                                                                     |
| ۱۳۵۰      | حرف تو حرف                       | بازیگر       | حسن خیاط‌باشی                         | حسن خیاط‌باشی، علی‌رضا جاویدنیا، رضا ژیان، حسین واعظی، خسرو فرحزادی، بهزاد اشتیاقی و نعمت اسداللهی هم در این مجموعه طنز تلویزیونی حضور داشتند. |
| ۱۳۴۶–۱۳۴۹ | سرکار استوار                     | بازیگر       | منصور پورمند پرویز کاردان پرویز صیاد | این سریال، نزدیک به ۲۰۰ قسمت داشت و پخش آن از اواسط سال ۱۳۴۶ آغاز شد و پس از وقفه‌ای، تا سال ۱۳۴۹ ادامه داشت.                                 |
| ۱۳۴۷      | سرزمین افتخار                    | بازیگر       | شجاع‌الدین مصطفی‌زاده                  | بهزاد اشتیاقی، محمود بهرامی، سید احمد امامیه، شهروز رامتین، حسن کاخی، منوچهر علیپور و رضا ژیان هم در این سریال تلویزیونی، بازی کرده بودند.   |
| ۱۳۴۵      | صندوقچه اشرفی                    | بازیگر       | پرویز کاردان                         | |